# Ivan Mládek

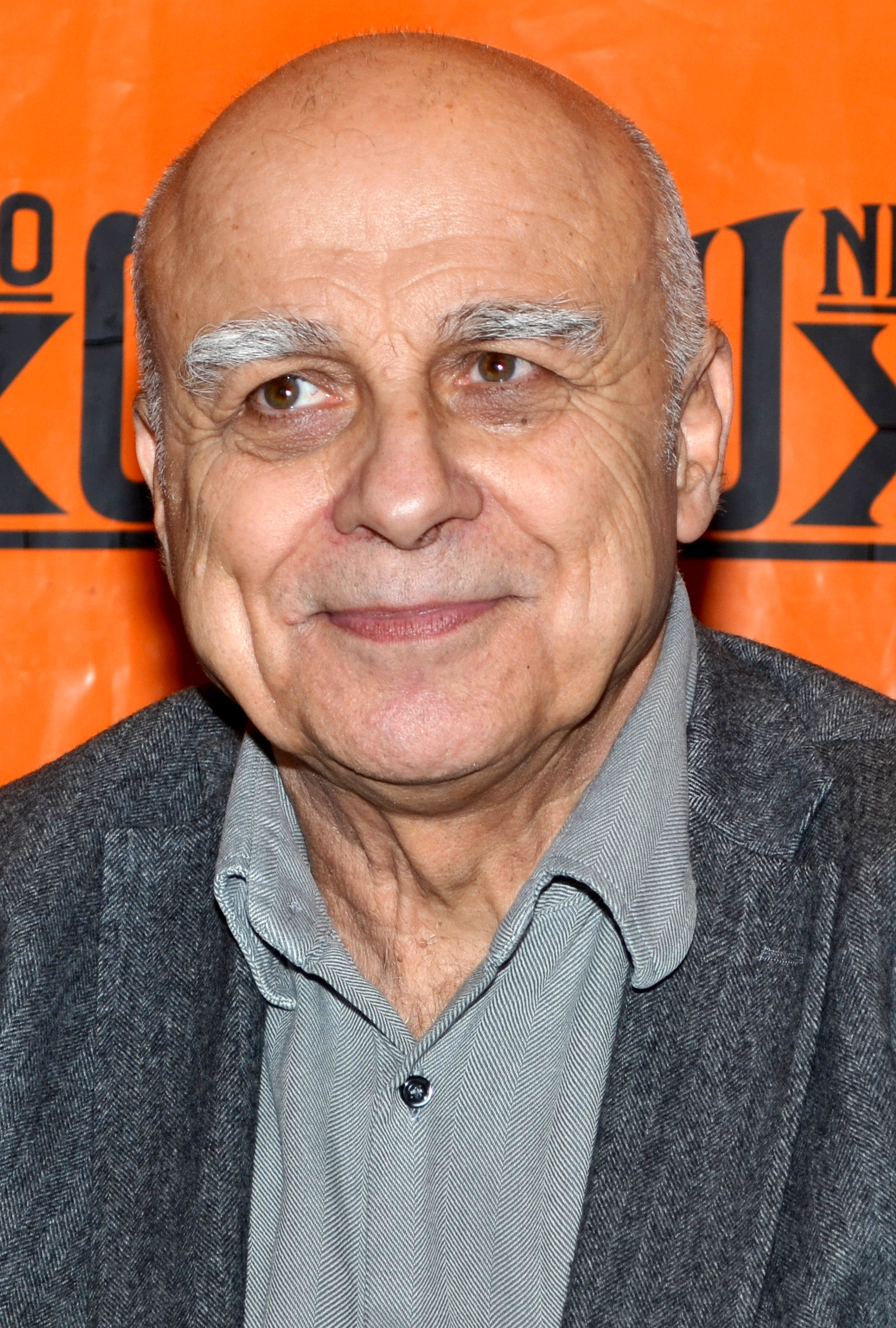
Ivan Mládek (2013)

Ivan Mládek (* 7. Februar 1942 in Prag) ist ein tschechischer Sänger, Komponist, Songwriter und Komiker.

## Leben
Mládek lebte in Prag. Sein Vater war Rechtsanwalt und Maler, wodurch er früh das Zeichnen lernte. Er zog es jedoch vor, Musik zu machen, und gründete die Banjo Band. Ihren ersten Auftritt hatte sie 1966.
1968 emigrierte Mládek nach Frankreich, um dort seine musikalische Karriere voranzutreiben. Kurze Zeit später kam er zurück in die Tschechoslowakei, wo er durch seine Lieder als Musiker bekannt wurde. In den 1980er Jahren wurde er durch humorvolle Geschichten ebenfalls als Komiker bekannt. Sein Erstlingswerk wurde in der Zeitschrift Mladý Svět veröffentlicht. Insgesamt schrieb er acht Bücher. Mládek ist verheiratet und hat einen Sohn.

## Karriere
Die Karriere als Komiker begann in den 1980er Jahren. Seine Sendungen "The Country Estrada" und „ČundrCountryShow“ waren im tschechischen Fernsehen zu sehen. „The Country Estrada“ lief auf TV NOVA bis 2005 weiter. Danach lief kurzzeitig die „Evergreen Show“ im ähnlichen Format. Laut Mládek sind keine weiteren Sendungen geplant, da sich auch kein Sender finden würde, der diese finanziert.
Ältere Ausgaben seiner Sendungen werden immer noch im ČT (Česká televize) gezeigt. Seine Auftritte bestehen aus Standups, Sketchen sowie wortlosen Gesten und Texten unter anderem aus seinen Liedern.
Als Schauspieler spielte er unter anderen in den tschechischen Produktionen Ještě větší blbec, než jsme doufali und Na druhé koleji mit.
Mládek hat einige regelmäßige Gesangspartner, einige aus der Banjo Band, sowie Ivo Pešák, Lenka Plačková, Milan Pitkin, Jan Mrázek, Vítězslav Marek, Libuše Roubychová (Libuna), Lenka "Kalamity" Šindelářová, Pavel Skalník.

## Sonstiges
Mládek ist Miterfinder der Guitariano, eine Mischung aus einer Gitarre und einem Keyboard. Anstelle der Saiten befindet sich hier ein Griffbrett, auf dem der jeweiligen Tonhöhe entsprechende Tasten angebracht sind.
Die Děda Mládek Illegal Band bezieht sich mit ihrem Namen auf Ivan Mládek und spielt seine Lieder.
Das Lied Jožin z bažin der Banjo Band, das von einem Sumpfmonster handelt, wurde nach 2008 zu einem internationalen Internetphänomen.

## Diskografie (Auswahl)

### Alben
- Dobrý den! Panton 1976
- Nashledanou! Panton 1977
- Ej, Mlhošu, Mlhošu! Panton 1979
- I. Mládek uvádí L. Sobotu Panton 1979
- Přeposlední leč Panton 1980
- Guten Tag! Panton 1981
- Úterý (Oral Storys) Panton 1981
- I. Mládek zase uvádí L. Sobotu Panton 1982
- Moje rodina (+ Oral Storys) Panton 1983
- Banjo z pytle ven! Panton 1985
- Potůčku, nebublej! Panton 1986
- Ta country česká Multisonic 1989
- Pepa z Kadaně (sung by Josef Dvořák) Punc 1990
- Rosenmontagsball 1990
- Škola zvířátek (Dagmar Patrasová) Tommu 1991

### Singles
- Ta country česká Multisonic 1991
- The Best Of Banjo Band I. Panton 1992
- The Best Of banjo Band II. Panton 1993
- Vykopávky Multisonic 1993
- Řeky (with band Zelenáči) EMG 1993
- Pohádky a jiné povídačky (storys) Monitor 1994
- V hospodě u šesti trampů BaM Music 1994
- Písničky Čundrcountry show I BaM Music 1994
- Písničky Čundrcountry show II. BaM Music 1995
- Dobrý den! (+6x bonus) Bonton 1996
- Písničky na chatu Bonton 1998
- Nashledanou! (+6x bonus) Bonton 1999
- Sweet Sue (storys Lenka Plačková) Fonia 2000
- Anekdoty do 1. i 4. cenové skupiny
- Písně o lásce a pravdě BaM Music 2000
- Do hlavy ne! Radio servis 2001
- Děda Mládek Illegal Band BaM Music
- Děda Mládek Illegal Band II. BaM Music
- Proč mě ženy nemaj rády Warner Music 2002
- Milan Pitkin v Coutry estrádě 1 Noveta
- Milan Pitkin v Coutry estrádě 2 Noveta
- V Mexiku v taxiku (Dušan Barczi) Barci Music 2002
- Dáme si eště raz! (Dušan Barczi) Barci Music 2003
- ... a vo tom to je! D. J. World 2002
- 60 nej Sony Music 2003